# Seal Rocks, Jason Islands
Seal Rocks är öar i territoriet Falklandsöarna (Storbritannien). De ligger i den nordvästra delen av landet, 220 km väster om huvudstaden Stanley. Arean är 0,44 kvadratkilometer.
Terrängen på Seal Rocks är mycket platt. Öns högsta punkt är 10 meter över havet. Den sträcker sig 1,1 kilometer i nord-sydlig riktning, och 1,5 kilometer i öst-västlig riktning.